# Palais Rottal
 (septembre 2020).

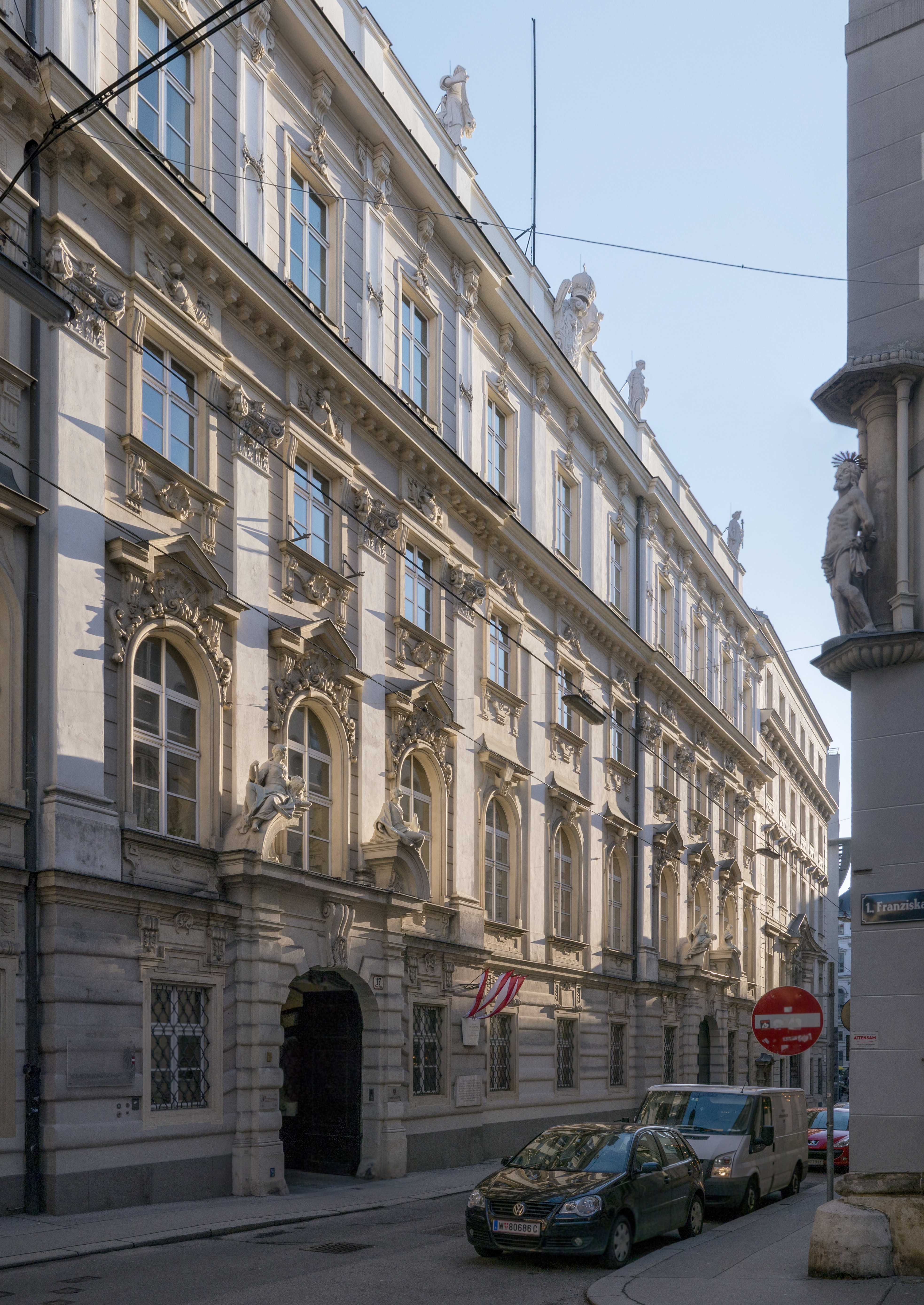
Palais Rottal vu de la Singerstraße avec une figure de saint du monastère franciscain

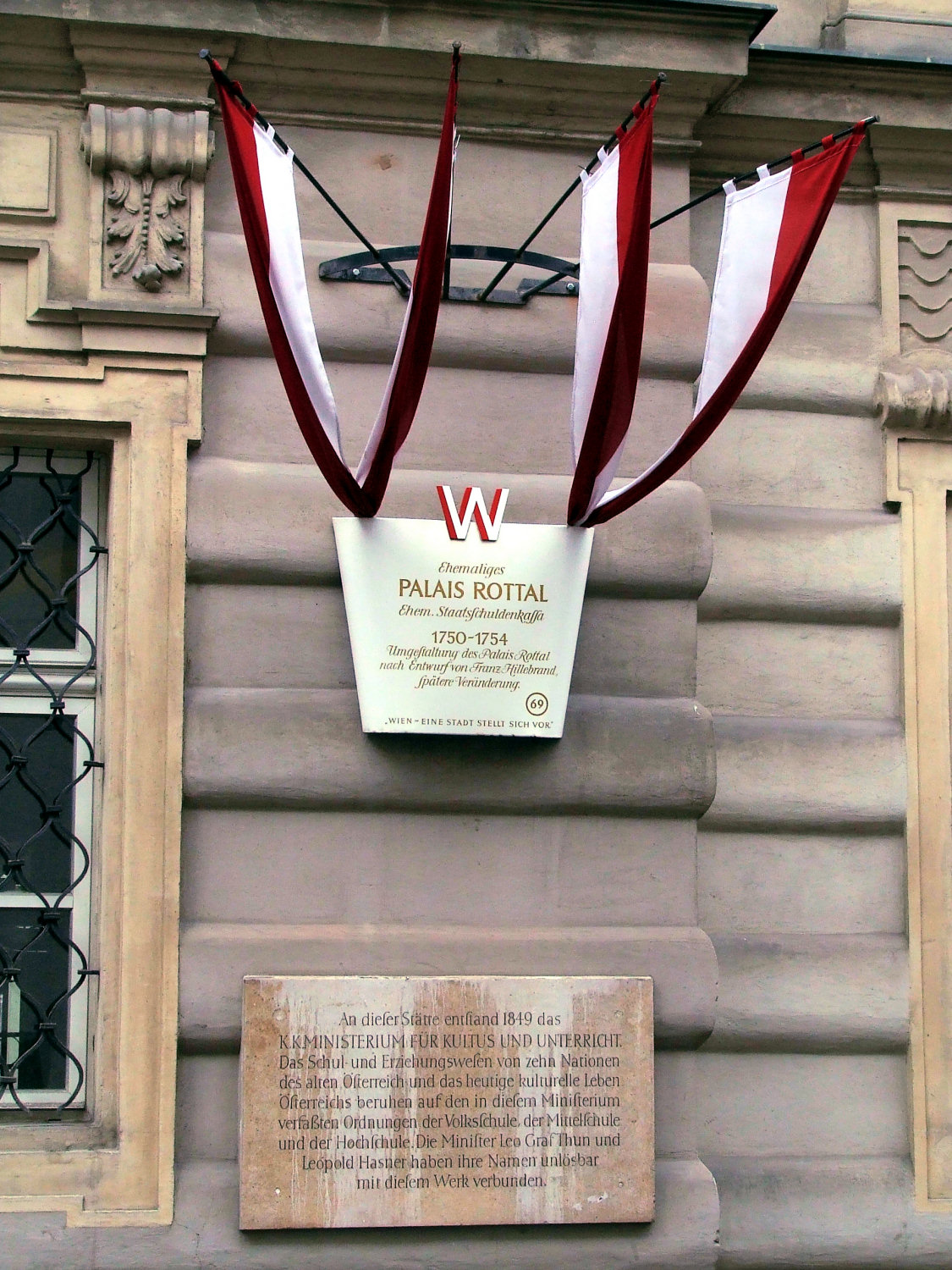
Panneaux d'information au Rottal Palace. Dans la partie supérieure, Franz Anton Hillebrand est déclaré à tort comme auteur de la rénovation.

Le Palais Rottal est un palais baroque de Vienne situé dans l'Innere Stadt. Il est situé à l'intersection Singerstraße / Grünangergasse. Aujourd'hui, le palais abrite le bureau du médiateur et le parquet financier.

## Histoire
Le palais Rottal d'origine a probablement été construit entre 1667 et 1683 en convertissant le bâtiment précédent. Bien que le nom de l'architecte ne soit pas connu, le bâtiment est attribué à Giovanni Pietro Tencalla, qui a travaillé comme architecte pour la famille Rottal pendant cette période. 
Seuls les deux portails et le vestibule ont survécu de ce bâtiment. 
La maison a probablement été redessinée / rénovée par l'architecte du Vorarlberg Anton Ospel avant 1733. C'était un simple bâtiment de quatre étages avec un portail richement conçu. 
En 1741, la fondation revint au Dreifaltigkeitsspital et en 1745 avec ce dernier, à l'hôpital unifié espagnol. À cette époque, la maison de fondation et le palais Rottal devinrent la propriété de la Wiener Stadtbank (Wiener Stadt-Banco). 

## Reconstruction des bâtiments

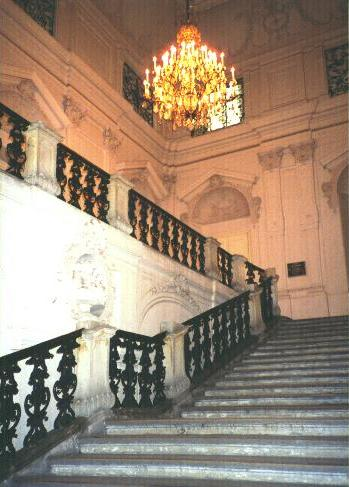
Escalier

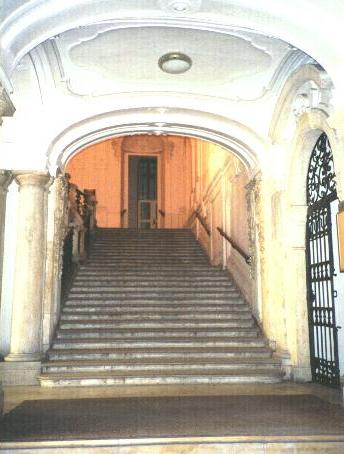
Du foyer à la cage d'escalier

Après l'acquisition par la Stadtbank, le palais d'origine a été largement rénové en 1752. L'architecte responsable était Franz Anton Pilgram, un élève de Johann Lucas von Hildebrandt. Le palais a été surélevé d'un étage et une grande cour centrale a été créée. Le grand escalier est un chef-d'œuvre de l'architecture baroque viennoise. 
À partir de 1842, le bâtiment est agrandi d'un étage lors de rénovations. De plus, un attique a été ajouté au nouvel étage. Des sculptures qui étaient auparavant utilisées dans le palais d'hiver du prince Eugène à Himmelpfortgasse y étaient réutilisés. 
À partir de 1849, le palais abritait le  nouvellement fondé Ministère du culte et de l'éducation. Dans les dernières décennies du XIXe siècle, il a servi de siège à l'administration financière. 
La dernière rénovation majeure a eu lieu en 1903/1904. À cet effet, deux maisons de la Kumpfgasse ont été démolies afin de permettre l'extension de l'aile arrière du palais. En plus de l'administration financière, le bâtiment a également servi de bâtiment officiel pour les parties qui lui sont liées, telles que le bureau de recouvrement de la dette, jusqu'à la fin de la Seconde Guerre mondiale. 
Après la Seconde Guerre mondiale, la centrale de paiement a utilisé le bâtiment. 
Après plusieurs années de rénovation, une partie du bâtiment est utilisée par le parquet financier depuis mars 1981 et la partie restante depuis 1983 par le bureau du médiateur. 

## Liens web
- Histoire de la construction du Palais Rottal (PDF; 213 kB)

## Source de traduction
- (de) Cet article est partiellement ou en totalité issu de l’article de Wikipédia en allemand intitulé « Palais Rottal » (voir la liste des auteurs).